# Chemical Reviews (časopis)
Chemical Reviews je mesečni recenzirani naučni časopis koji objavljuje Američko hemijsko društvo. Ovaj časopis objavljuje preglede o svim aspektima hemije. Časopis je osnovao Vilijam Albert Nojs (Univerzitet Ilinoisa) 1924. godine. Od 1. januara 2015. glavni urednik je Šaron Hejms-Šifer (Univerzitet Ilinoisa).

## Spoljašnje veze
- Званични веб-сајт